# Grand Etang (sjö i Grenada)
Grand Etang är en sjö i Grenada.   Den ligger i parishen Saint Andrew, i den centrala delen av landet, 7 km nordost om huvudstaden Saint George's. Grand Etang ligger 524 meter över havet. Den ligger på ön Grenada. Omgivningarna runt Grand Etang är en mosaik av jordbruksmark och naturlig växtlighet.